# Schaumbergturm
Der Schaumbergturm ist ein Aussichtsturm mit Sendeanlage auf dem 568,2 m ü. NHN hohen Schaumberg bei Theley im Saarland.

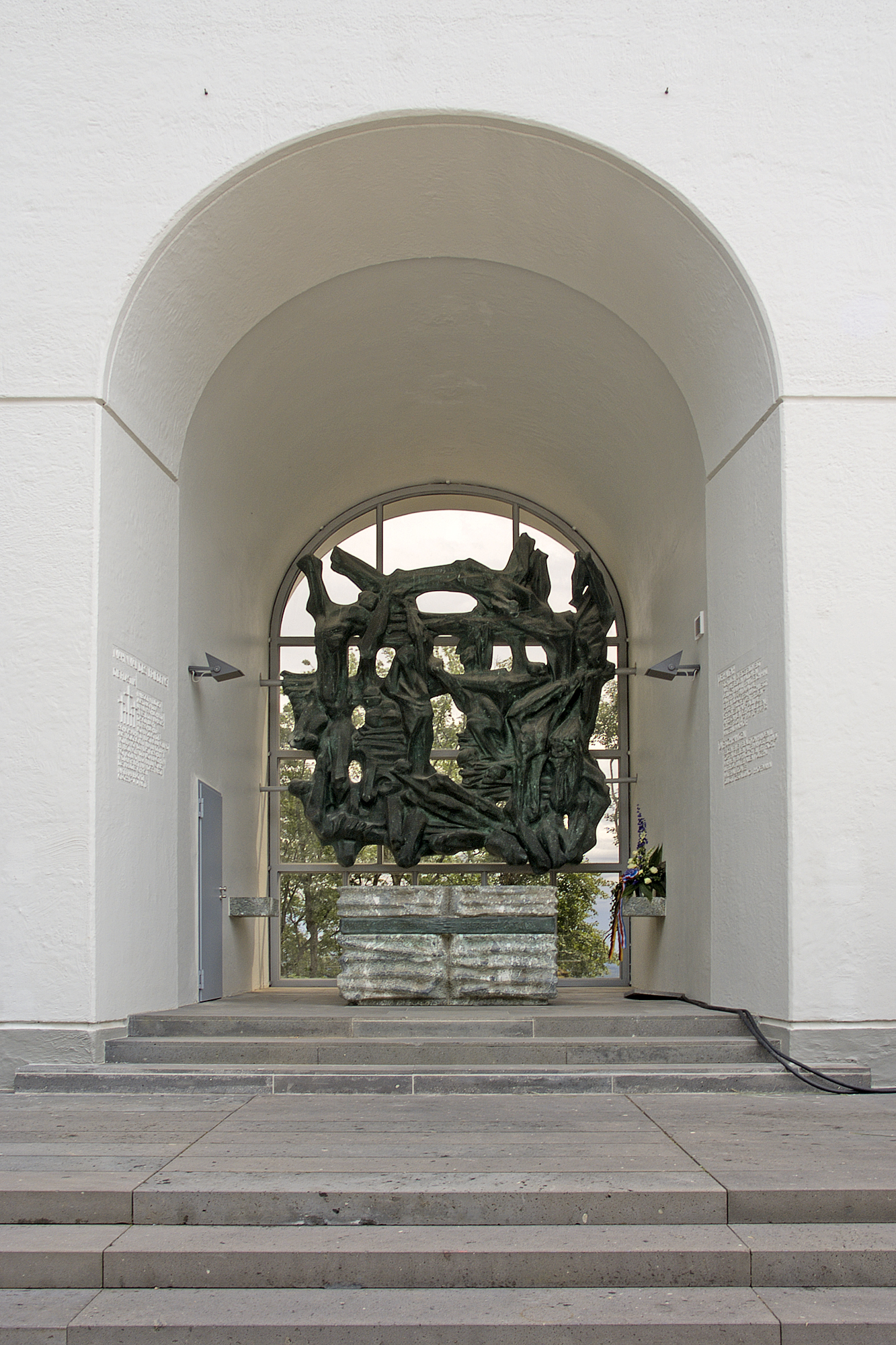
Kapelle / Altar im Durchbruch des Schaumbergturms (2013)

## Beschreibung
Der 37,5 m hohe Turm steht ca. 120 m südöstlich des Gipfels und erlaubt einen weiten Blick in das Umland. Die Aussicht reicht im Norden bis zum Hunsrück, im Westen bis in den Saargau und darüber hinaus bis zum französischen Kernkraftwerk Cattenom und im Süden bis nach Saarbrücken. Bei sehr klarem Wetter ist ein Blick bis zu den Vogesen möglich.
Der Turm enthält eine Gedenkstätte für die in den Weltkriegen gefallenen Soldaten Deutschlands und Frankreichs, die von dem Bildhauer Richard Hoffmann gestaltet wurde. Als deutsch-französische Begegnungsstätte soll der Turm ein Zeichen der Freundschaft zwischen beiden Ländern sein.
Nach den Umbauarbeiten der Jahre 2010 bis 2013 ist der Turm über ein eigens angebautes Treppenhaus oder barrierefrei über einen Panoramaaufzug und einen weiteren Aufzug im oberen Gebäudeteil zugänglich. Zu den Öffnungszeiten gelangt man durch ein Drehkreuz zum Treppenaufgang und dem äußeren Aufzug, die beide bis zur 7. Etage führen. Dort folgt ein weiteres Treppenhaus im schmaleren Teil des Turms sowie ein zweiter Aufzug zur Aussichtsplattform, die in der 11. Etage auf 34,3 m Höhe liegt. An ihrer Brüstung sind Panoramatafeln angebracht.
Die vormals am Turm selbst befestigten Antennen wurden bei den Umbauarbeiten auf eine Stahlkonstruktion auf der Turmspitze verlegt, wodurch der Turm eine Gesamthöhe von 52 m erreicht.
Die auf dem Plateau des Schaumbergs befindliche Gastronomie „Schaumberg Alm“ wurde bereits im Juni 2012 eröffnet und wird als „höchstes Gasthaus im Saarland“ bezeichnet.
Im Inneren des Turms finden nun zwei Ausstellungen Platz: Die Ausstellung „Gipfeltreffen“ in der 3. Etage thematisiert den Schaumberg und die deutsch-französischen Beziehungen, eine weitere Ausstellung in der 5. und 6. Etage mit dem Titel „COzwo und Co“ widmet sich dem Thema „Klimaschutz“ und wird vom saarländischen Ministerium für Wirtschaft, Arbeit, Energie und Verkehr betrieben.

## Geschichte

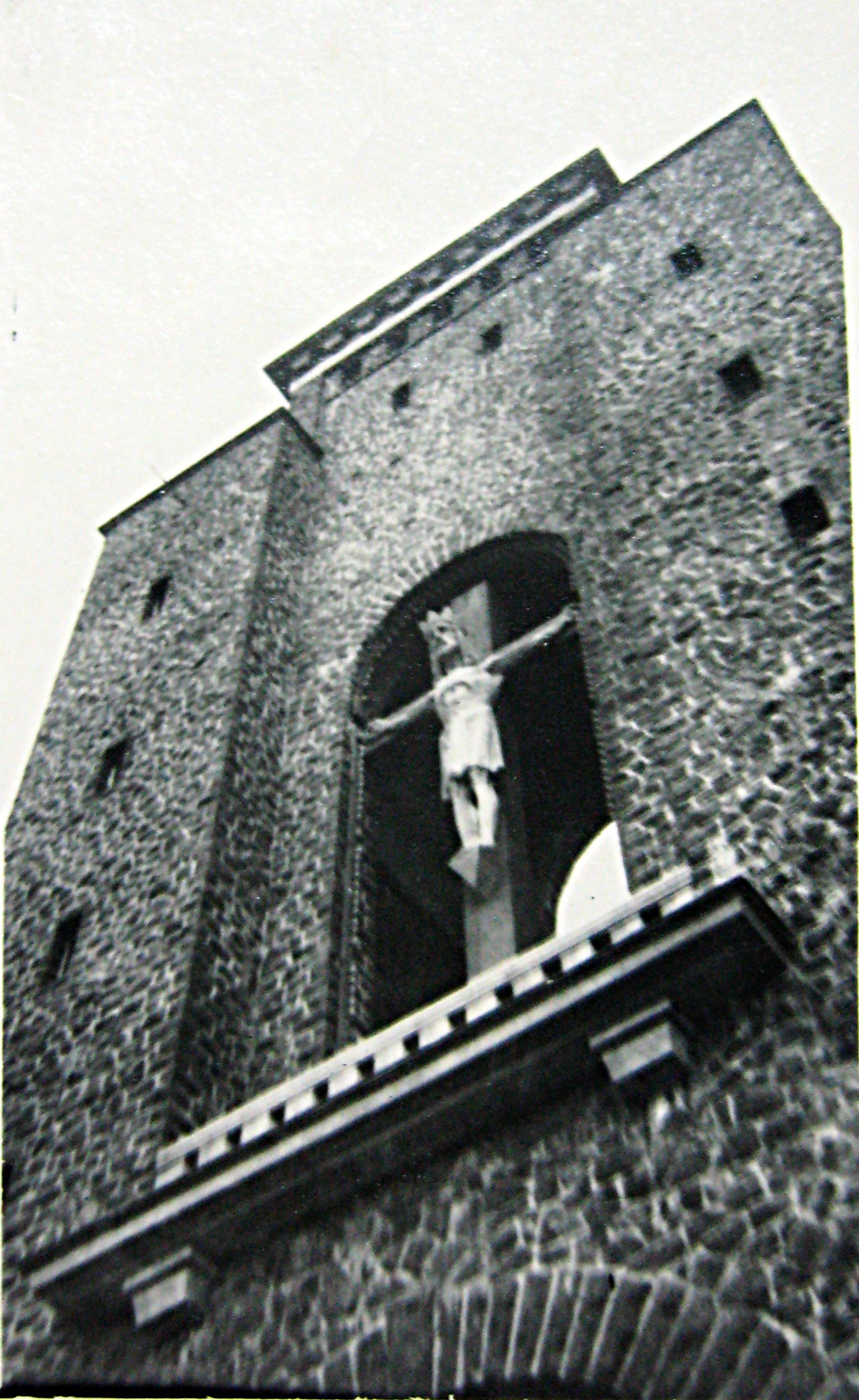
Ursprünglicher Turm mit Kruzifix

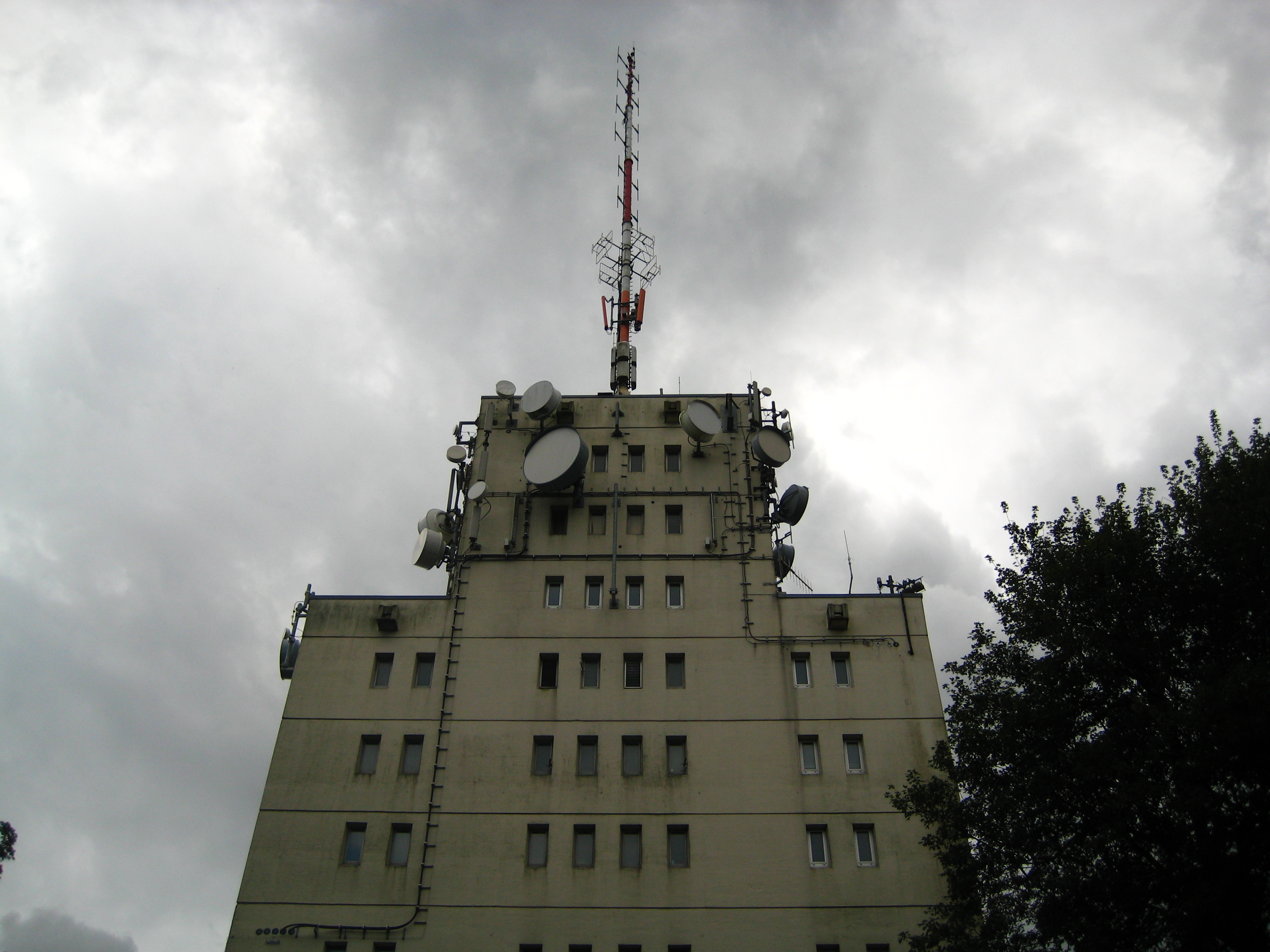
Schaumbergturm vor der Renovierung (2007)

Im Jahre 1912, vierzig Jahre nach dem Deutsch-Französischen Krieg, wurde beschlossen, auf dem Bergplateau einen Turm zu Ehren des damals regierenden Kaisers Wilhelm II. zu bauen. Die Pläne dazu stammten von Kreisbaumeister Otto Eberbach. Die Grundsteinlegung erfolgte am 28. Juni 1914. Die Vollendung wurde jedoch durch den Ersten Weltkrieg unterbrochen. Es blieb nur eine 5 m hohe Bauruine, auf der ab 1927 nach dem Bauplan des Saarbrücker Architekten Moritz Gombert ein Turm mit integrierter Kriegergedächtniskapelle gebaut wurde. Der 36 Meter hohe Schaumbergturm wurde am 24. August 1930 durch den Trierer Bischof Franz Rudolf Bornewasser eingeweiht. Markant war das in den zentralen Rundbogen des Turms eingesetzte überlebensgroße Kruzifix. Es ist dreizehn Meter hoch und zeigt den Gekreuzigten als Sieger. Der Entwurf zum Kreuz stammte von Johann Mettler aus Morbach/ Hunsrück.
Im Zweiten Weltkrieg wurde der Schaumbergturm nicht zerstört, doch führte eine fehlerhafte Bauausführung zu seiner Schließung. Ein Neubau des Turms wurde geplant, der als Zeichen der deutsch-französischen Freundschaft und als Gedenkstätte für die Opfer beider Völker in den Weltkriegen gedacht war. Architekten aus beiden Nationen beteiligten sich an dem Ideenwettbewerb, dessen erster Preis dem französischen Architekten Jean-Marie Collin aus Nancy zugesprochen wurde. Der Entwurf wurde jedoch nie ausgeführt.
Im Jahre 1972 musste der Turm wegen Baufälligkeit abgerissen werden. Das unbeschädigte Kruzifix sollte gesprengt werden. Die Bauarbeiter, sämtlich aus den katholisch geprägten Dörfern der näheren Umgebung bzw. italienischer Herkunft, weigerten sich jedoch, das Glaubenssymbol zu sprengen. So wurde das Kruzifix unbeschädigt entnommen, kurze Zeit in einem Schuppen am Rand des Bergplateaus aufbewahrt und später unweit ⊙ der Autobahnanschlussstelle bei Sotzweiler aufgestellt. Es ist gut von der Bundesautobahn A1 sichtbar (von Süden kommend, rechts zwischen der Anschlussstelle 140 Tholey und dem Parkplatz Schaumberg-Kreuz).
Zur Errichtung des heutigen Turms wurde der alte Turm zum Teil abgetragen, mit Beton ummantelt und auf seine frühere Höhe wieder aufgebaut. Zur Einweihung des Turms feierten am 19. September 1976 der Abt der Abtei Tholey Hrabanus Heddergott, der Bischof von Verdun Pierre Boillon und der Trierer Weihbischof Karl Heinz Jacoby ein Pontifikalamt.
Im Jahre 2007 musste der Turm für Besucher geschlossen werden, weil er die Anforderungen an einen modernen Brandschutz nicht erfüllte. Die im Juli 2010 begonnenen Sanierungsmaßnahmen fanden ihren Abschluss mit dem vom 9.–11. August 2013 stattgefundenen Fest zur Wiedereröffnung.
In den Tagen nach den Terroranschlägen vom 13. November 2015 in Paris durch die Terrorgruppe IS erstrahlte der Schaumbergturm nachts in den französischen Nationalfarben blau-weiß-rot, um im Rahmen der deutsch-französischen Freundschaft die Solidarität mit dem Nachbarland auszudrücken.

## Sendeanlagen
Auf dem Schaumbergturm befinden sich Sendeanlagen verschiedener Funkdienste (z. B. Rundfunk, Amateurfunk, BOS).

### Digitaler Hörfunk (DAB / DAB+)
Das Digitalradio (DAB+) wird in vertikaler Polarisation und im Gleichwellenbetrieb mit anderen Sendern ausgestrahlt.
| Block                    | Programme | ERP (in kW) | Antennendiagramm rund (ND)/ gerichtet (D) | Gleichwellennetz (SFN) |
| ------------------------ | --- | ----------- | ----------------------------------------- | --- |
| 9A Saarland 1 (D__00238) | DAB+ Block des SR - SR 1 (120 kbps) - SR Kultur (120 kbps) - SR 3 Saarlandwelle (120 kbps) - Unserding (120 kbps) - Antenne Saar (96 kbps) - WDR Maus (72 kbps) | 5           | D                                         | Bliestal (Webenheim-Hahnen), Felsberg, Mettlach (St. Gangolf), Moseltal (Oberperl-Hammelsberg), Saarbrücken (Göttelborner Höhe), Saarbrücken (Halberg), Spiesen, Tholey (Schaumberg) |

### Analoges Fernsehen (PAL)
Der Standort wurde bis Dezember 2007 als regional bedeutender analoger Fernsehfüllsender benutzt.
| Kanal | Frequenz (MHz) | Programm       | ERP (kW) | Antennendiagramm rund (ND)/ gerichtet (D) | Polarisation horizontal (H)/ vertikal (V) |
| ----- | -------------- | -------------- | -------- | ----------------------------------------- | ----------------------------------------- |
| 26    | 511,25         | ZDF            | 1        | D                                         | H                                         |
| 38    | 607,25         | Das Erste (SR) | 0,042    | D                                         | H                                         |
| 48    | 687,25         | SR Fernsehen   | 1        | D                                         | H                                         |

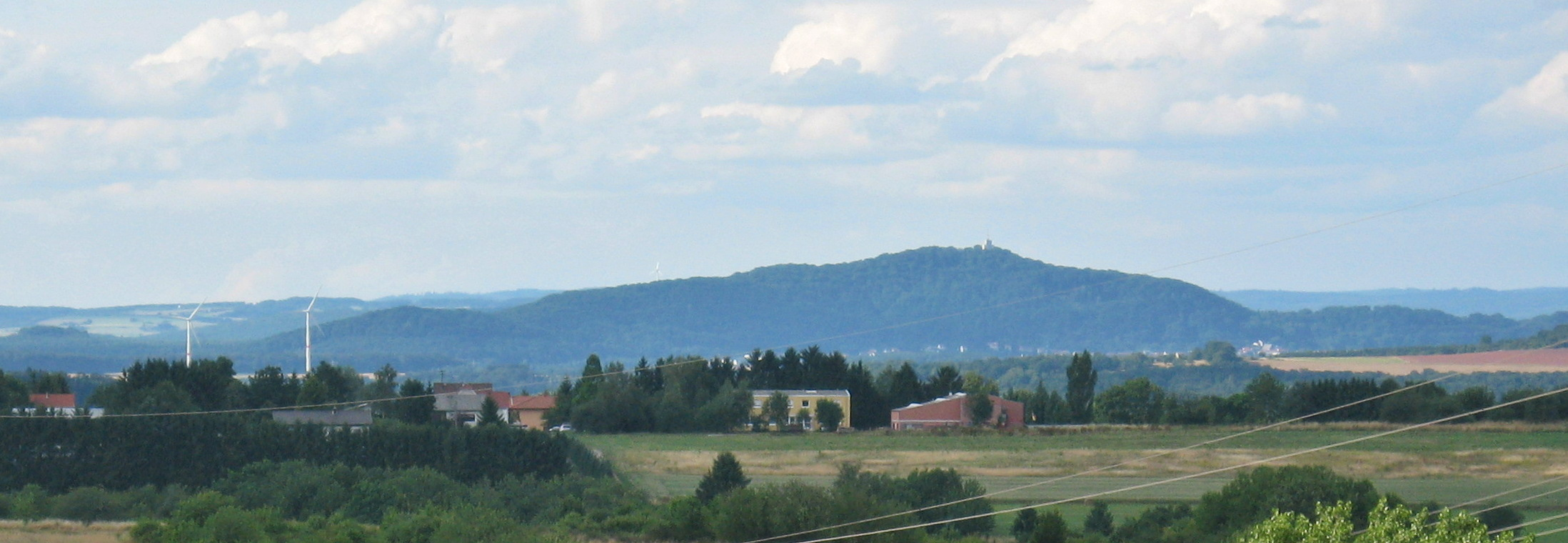
Blick von Göttelborn

Vom Schaumberg aus wurde ab dem 1. Mai 1956 ein UKW-Sender betrieben. Er hatte 3 kW Senderausgangsleistung. Mit seiner ERP von 10 kW konnten 75 % der Fläche des Saarlandes versorgt werden.

### Amateurfunk
Seit dem 23. Dezember 2015 wird das Sprach-Relais DBØLZ auf dem Schaumbergturm im 70-cm-Band betrieben. Es kann in FM (analog) und in DMR angesprochen werden.